# Dioniso

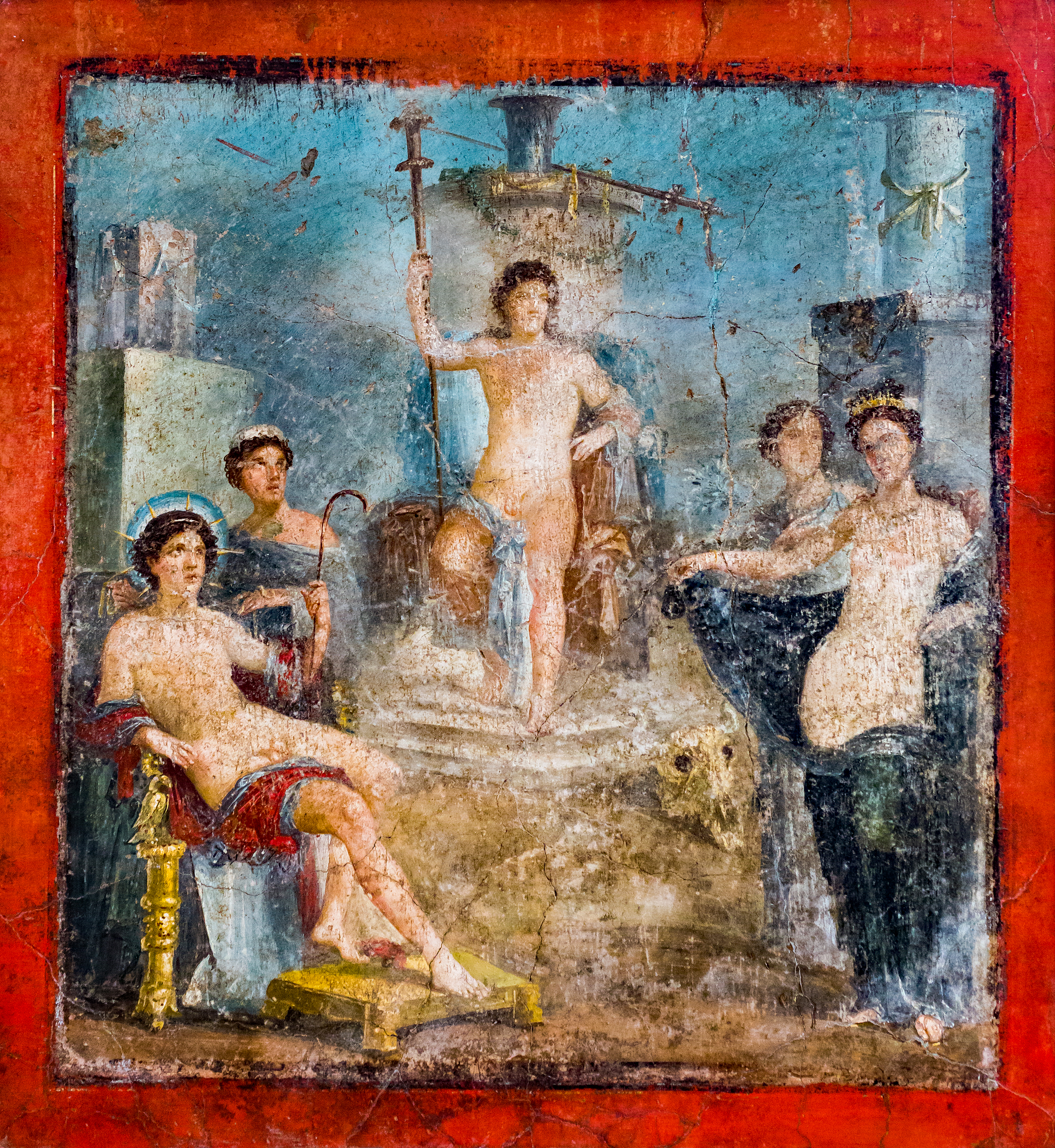
Dioniso (sentado em um trono) com Hélio, Afrodite e outros deuses. Afresco antigo de Pompéia.

Dioniso (em grego:  Διόνυσος, transl.: Dionysos) ou Baco (em grego:  Βάκχος, transl.: Bákchos) é na antiga religião grega o deus dos ciclos vitais, das festas, do vinho, da insânia, do teatro, dos ritos religiosos e, sobretudo, da intoxicação que funde o bebedor com a deidade. Foi o último deus aceito no Olimpo, filho de Zeus e da princesa Sêmele, também foi o único olimpiano filho de uma mortal, o que faz dele uma divindade grega atípica.
Dioniso era representado nas cidades gregas como o protetor dos que não pertencem à sociedade convencional e, portanto, simboliza tudo o que é caótico, perigoso e inesperado, tudo que escapa da razão humana e que só pode ser atribuída à ação imprevisível dos deuses.
Dioniso é descrito como de "áureos cabelos" por Hesíodo.

## Nascimento, segundo os textos clássicos
Cadmo, rei e fundador de Tebas, foi casado com Harmonia, filha de Ares e Afrodite. Cadmo e Harmonia tiveram vários filhos, Autônoe, Ino, Sêmele, Agave e Polidoro.
Zeus engravidou Sêmele, sem o conhecimento de Hera, e prometeu a Sêmele que esta poderia pedir o que quisesse; enganada por Hera, ela pediu que Zeus se mostrasse a ela na sua forma real, como ele se mostrava para Hera. Sem poder recusar, Zeus aparece em uma carruagem de raios e trovões, e Sêmele morre, por causa do susto; Zeus pega o bebê prematuro de seis meses, e o cria na sua coxa. As irmãs de Sêmele, porém, disseram que ela tinha engravidado de um mortal, falsamente acusando Zeus de tê-la assassinado com um raio.
Na hora de Dioniso nascer, Zeus desfez os pontos, e entregou o bebê a Hermes, que o entregou a Ino e seu marido Atamante, ordenando que ele fosse criado como uma menina. Mas Hera fez Atamante enlouquecer, e matar seu filho Learco, confundindo-o com um veado; Ino, em seguida, matou o outro filho Melicertes, e se jogou, com o filho morto, no fundo do mar.
Zeus, porém, enganou Hera, transformando Dioniso em um menino, e entregou-o para as ninfas que viviam em Nisa, na Ásia; estas ninfas, como prêmio, foram transformadas nas estrelas chamadas Híades.

## Nascimento, segundo a religião órfica
Zagreu é um deus da religião órfica, possivelmente de origem frígia, cujo culto começou por volta do século VI a.C.. Píndaro faz alusões a Zagreu, mas quem primeiro conectou Zagreu à mitologia grega foi Nono de Panópolis.
Zagreu foi filho de Perséfone e Zeus, que violentou Perséfone antes dela ser raptada por Hades; por instigação de Hera, Zagreu foi destroçado pelos titãs, mas seu coração foi resgatado por Atena e dado por Zeus, como uma bebida, a Sêmele, antes desta engravidar de Zeus.

## Síntese moderna do mito

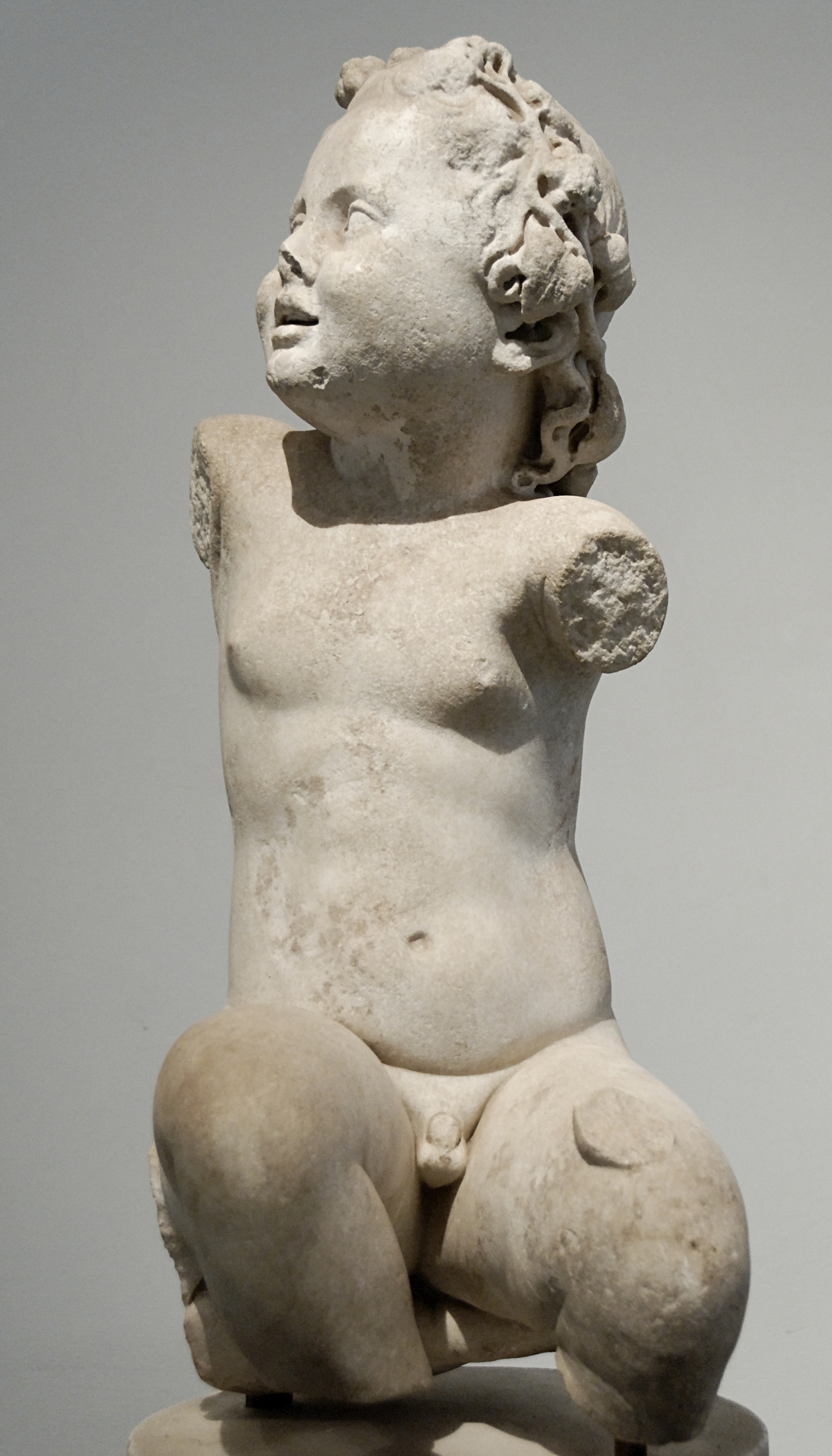
Dioniso como um menino
Cópia romana do século II a partir do grego original do século V a.C. do período helenístico

Do refundir destas versões resulta a seguinte narração do nascimento de Dioniso.
Da união entre Perséfone e Zeus sob a forma de serpente foi gerado o deus Zagreu. Hera, ciumenta, persuadiu os titãs a atacarem o deus infante enquanto ele se olhava num espelho. Não só os titãs o despedaçaram, como também comeram os pedaços do seu corpo – todos à excepção do coração que Atena resgatou.
Atena trouxe a Zeus o coração e este usou-o para preparar uma poção com a qual emprenhou Sêmele, que então gerou Dioniso.
Ocorreu que Hera, que sentiu ciúme de mais uma traição de Zeus, instigou Sêmele a pedir ao seu amante (caso ele fosse o verdadeiro Zeus) que viesse ter com ela vestido em todo seu esplendor, em outras versões lhe pediu que a mostrasse sua verdadeira forma. Sêmele então pediu que Zeus atendesse a um pedido seu, sem saber qual seria, em algumas versões, ela o fez fazer uma promessa pelo Estige, o voto mais sagrado, que nem mesmo os deuses podem quebrar. Ele concordou e quando soube do que se tratava imediatamente se arrependeu. Uma vez concedido o pedido teria que cumpri-lo. Ele então voltou ao Olimpo e colocou suas vestes maravilhosas (ou demonstrou sua verdadeira forma), já sabendo de o que ocorreria. De fato, o corpo mortal de Sêmele não foi capaz de suportar todo aquele esplendor, e ela virou cinzas.

## Juventude
Zeus retirou do fogo a criança abortada no sexto mês de gestação e coseu-o na sua coxa. No momento oportuno, Zeus desfez os pontos de costura e deu à luz Dioniso. Confiou-o a Hermes, e este passou-o a Ino, irmã de Sêmele e Athamas, que os criou. Quando Hera soube da localização de Dioniso, fez o casal enlouquecer, levando-os a matar a si mesmos e os próprios filhos.
Depois de adulto, ainda a raiva de Hera tornou Dioniso louco e ele ficou vagando por várias partes da Terra. Quando passou pela Frígia, a deusa Cibele o curou e o instruiu em seus ritos religiosos. Curado, ele atravessa a Ásia ensinando a cultura da uva. Ele foi o primeiro a plantar e cultivar as parreiras, assim o povo passou a cultuá-lo como deus do vinho.

## Principais mitos

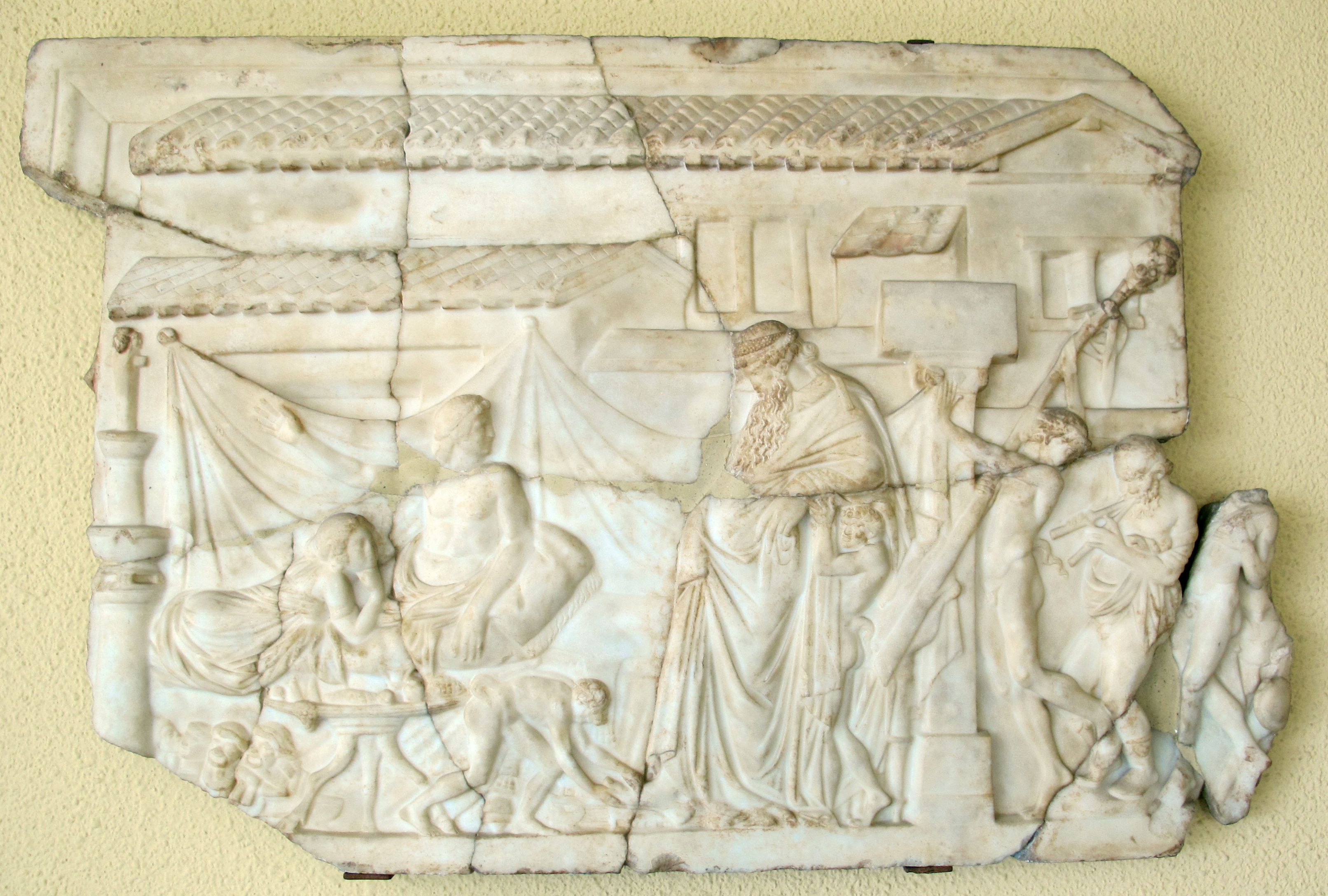
Dioniso no ateliê de Ícaro em Atenas.
Arte romana

O rei Licurgo da Trácia atacou Dioniso e seus companheiros quando eles estavam viajando através de suas terras e os lançou no mar. Como punição, o deus causou-lhe uma loucura fazendo-lhe assassinar sua esposa e filho e mutilar-se com um machado. Outro rei Penteu de Tebas se recusou a aceitar a divindade do deus e tentou prendê-lo. Dioniso retaliou Penteu, fazendo a mãe, tias e irmãs do rei entrarem num frenesi enlouquecido e o desmembrarem. Tal episódio é descrito na tragédia As Bacantes.
Dioniso instruiu o herói Ícaro de Atenas na arte de vinificação. No entanto, alguns pastores, após beber o vinho, pensaram que tinha sido envenenado e matou-o. O deus triste, em seguida, colocou Ícaro entre as estrelas da constelação de Boötes.
Quando Dioniso estava viajando através das ilhas do mar Egeu, ele foi capturado por um bando de piratas de Tirreno que pensou em vendê-lo como escravo. O deus infestou seu navio com fantasmas de trepadeiras e animais selvagens, e no medo os homens saltaram ao mar e foram transformados em golfinhos.
O deus lançou uma campanha contra a nação indiana nos confins da Ásia, levando um exército composto por sátiros, ménades e semideuses. A guerra é tema central do poema épico Dionisíaca do Nono de Panópolis, que relata vida de Dioniso, a guerra e retorno triunfal ao ocidente. É o poema grego mais longo da Antiguidade.
Dioniso viajou para o submundo para recuperar sua mãe Sêmele e a trouxe ao Olimpo onde Zeus a transformou numa deusa.

## Ariadne

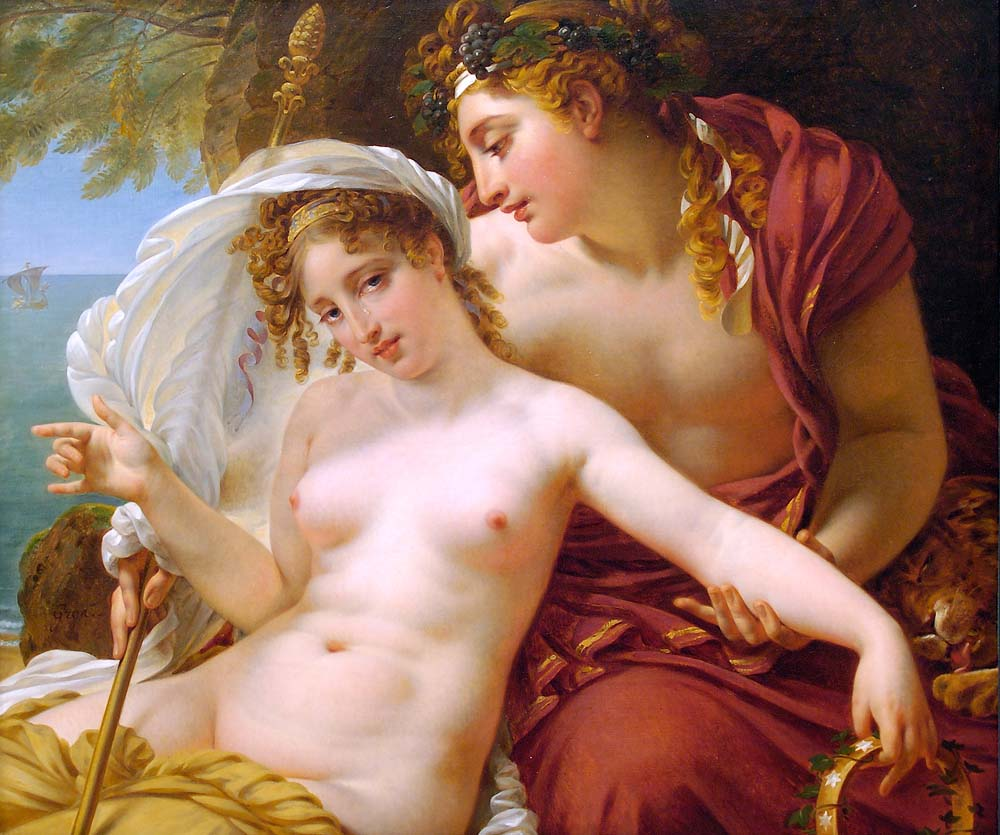
Baco e Ariadne
Antoine-Jean Gros, 1822

O grande amor de Dioniso foi a princesa Ariadne. Ele se casou com Ariadne após descobri-la abandonada pelo amante Teseu na ilha de Naxos. Dioniso a leva para a montanha chamada de Drius. Depois disso, os dois desapareceram, e Ariadne nunca mais foi vista. No entanto existem várias versões conflitantes sobre o mito. Na versão de Pseudo-Apolodoro, Dioniso se apaixona por Ariadne, a rapta para Lemnos, onde ela tem os filhos Toas, Estáfilo, Enopião e Pepareto. Segundo Pausânias, Dioniso e Ariadne foram os pais do herói Céramo; o distrito ateniense de Cerâmico tem este nome devido a Céramo.

## Iconografia
Na mitologia romana, Dioniso tornou-se Baco, que se transforma em leão para lutar e devorar os gigantes que escalavam o céu e depois foi considerado por Zeus como o mais poderoso dos deuses.
É geralmente representado sob a forma de um jovem imberbe, risonho e festivo, de longa cabeleira loira e flutuante, tendo, em uma das mãos, um cacho de uvas ou uma taça, e, na outra, um tirso (um dardo) enfeitado de folhagens e fitas. Tem o corpo coberto com um manto de pele de leão ou de leopardo, traz na cabeça uma coroa de pâmpanos, e dirige uma carruagem tirada por leões.
Também pode ser representado sentado sobre um tonel, com uma taça na mão, a transbordar de vinho generoso, onde ele absorve a embriaguez que o torna cambaleante. Eram-lhe consagrados: a pega, o bode e a lebre.

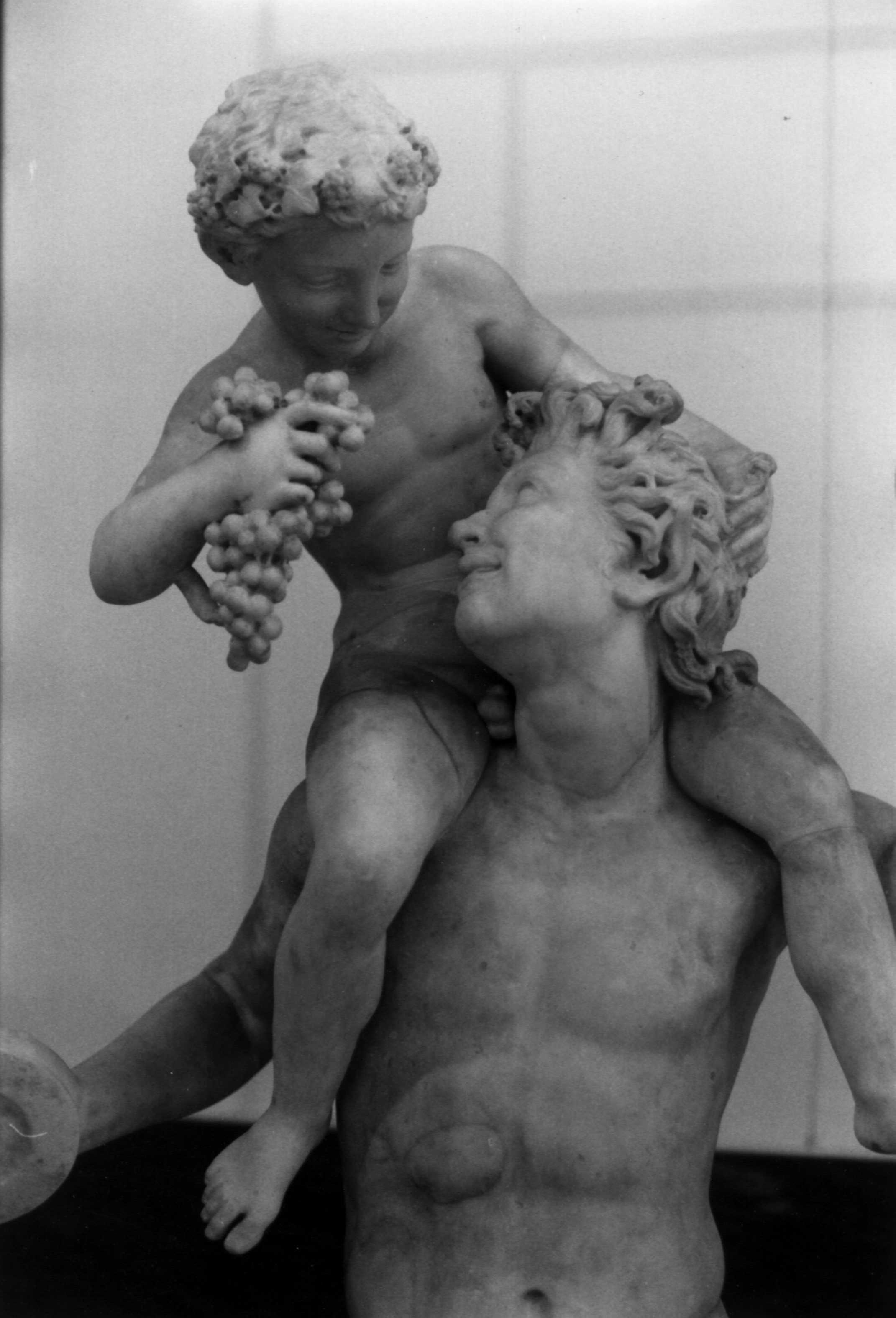
Dioniso como criança em cima de um sátiro
Museu Arqueológico Nacional de Nápoles

### Companheiros de Dioniso
Dioniso é normalmente mostrado na companhia de outros que estão a desfrutar do fruto da videira. Uma figura incontornável é a de Sileno, seu professor, companheiro fiel e notório consumidor de vinho, que lhe ensinou a cultura da vinha, a poda dos galhos e o fabrico do vinho e a quem é atribuído o papel de tutor do jovem deus nos hinos órficos. Para além de Sileno, sátiros, centauros e ninfas bebem o vinho, tocam flautas, tomam parte em danças e perseguições amorosas. Os retratos de Dioniso podem também incluir as ménades, mulheres humanas levadas à loucura pelo deus do vinho que vagueavam à noite pelos montes e participavam em actividades ritualistas, tais como amamentarem crias de animais selvagens e ingerirem vinho, mel e leite. Estas mulheres mitológicas mostram-se intoxicadas e violentas, como na ocasião em que despedaçam Penteu, rei de Tebas, na tragédia de Eurípides As Bacantes.

## O culto dionisíaco
Os ritos religiosos dedicados a Dioniso eram conhecidos como os mistérios dionisíacos. Implicavam normalmente agentes tóxicos, na sua maior parte vinho, para induzir transes que erradicavam as inibições. O Culto de Dioniso assentava em rituais, mas há muito pouca informação concreta sobre a maior parte deles. Sabe-se que os ritos se centravam num tema de morte-renascimento e que a maior parte dos praticantes eram "intrusos", ou seja, estrangeiros, foras-da-lei, escravos e, especialmente, mulheres. Acredita-se que eles entravam em transe e usavam música rítmica nos ritos.
As mulheres que participavam nestes rituais imitavam a conduta das ménades. Executavam danças frenéticas, extáticas, muitas das vezes em volta da imagem de Dioniso. Nestas danças, as mulheres lançavam as suas cabeças para trás, expondo as gargantas, rolando os olhos, e gritando como animais selvagens. Também executavam um ritual sacrificial, durante o qual as mulheres matavam cabras, cordeiros e gado e devoravam a sua carne crua.

### Dioniso e o teatro

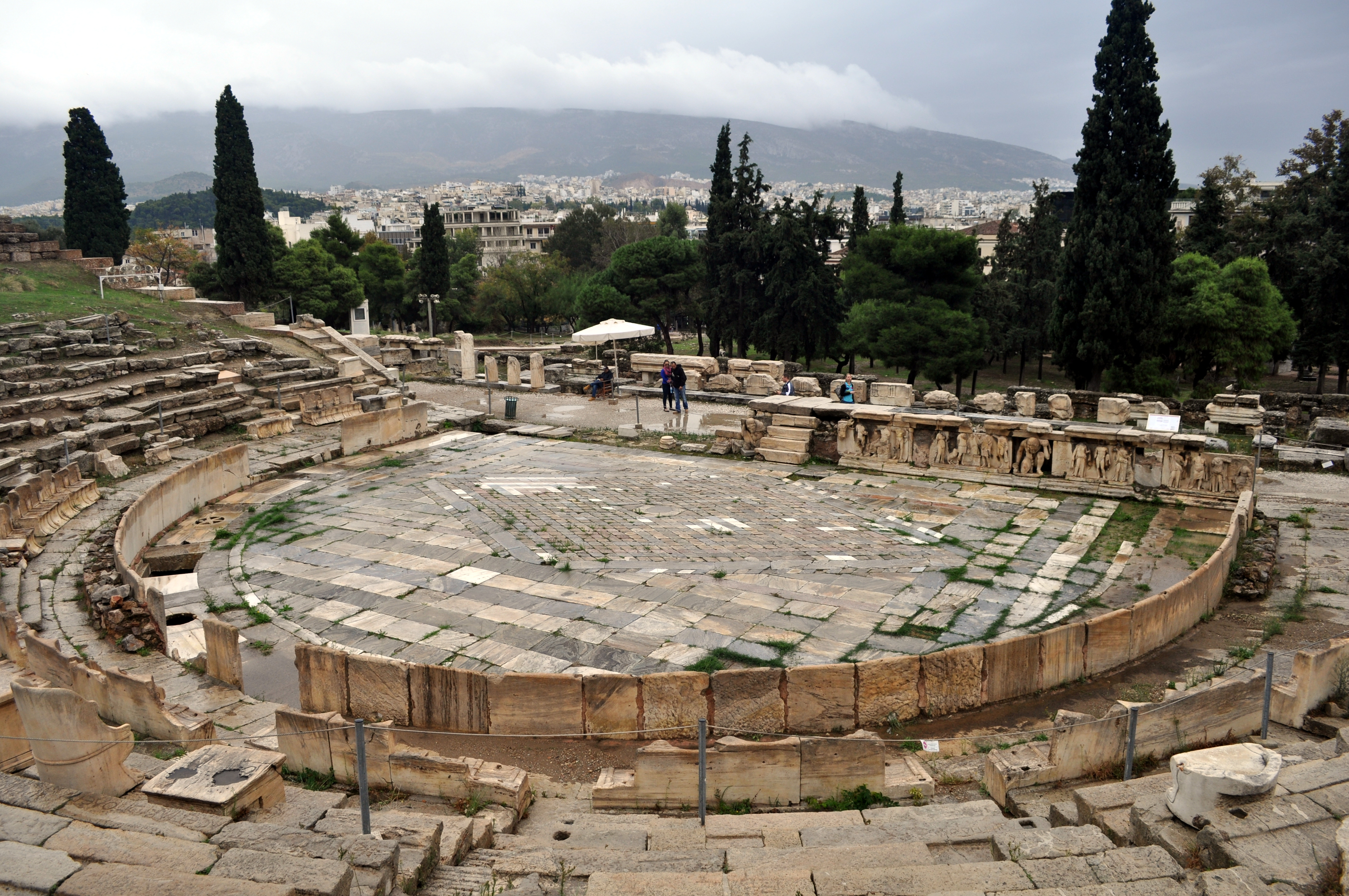
Teatro de Dioniso em Atenas

O desenvolvimento do Teatro Grego teve origem no culto prestado a Dioniso em Atenas. O festival principal no qual as tetralogias em competição (três tragédias e uma sátira) eram executadas era conhecido como Dionisía Urbana. Era um evento anual importante para a democracia. O teatro de Dioniso estava situado na encosta sul da acrópole de Atenas, com lugares para um público de 17 000. Havia também os concursos dramáticos da Dionisía Rural e o festival Lenaia, cujo nome é um sinónimo de "Ménade". As peças também eram executadas no festival Antestéria, que honrava Dioniso enquanto deus do vinho.
Os actores das peças executadas em honra de Dioniso usam máscaras, símbolos da submersão da sua identidade na de um outro. Esta perda de individualidade é demonstrada no teatro não só pelas máscaras que os actores usam, mas também pelo coro. Os membros do coro dançam e cantam em uníssono, cantando as mesmas palavras; não têm nenhuma identidade, cada um é simplesmente uma parte insignificante do todo, sem vontade individuada. Toda a individualidade e força de vontade devem ser ofertadas a Dioniso, quando o deus assim o deseja.
Foi sugerido que cada herói trágico que sofre e morre em palco aquando do grande festival dramático de Atenas, é de facto o próprio Dioniso a ser morto. Também se propôs que o enredo do sacrifício fosse o enredo original da tragédia, e que o festival de Dionísia honrava Dioniso ao reproduzir a sua morte.
Segundo o mito, Dioniso ordenou a seus súditos que lhe trouxesse uma bebida que o alegrasse e envolvesse todos os sentidos. Trouxeram-lhe néctares diversos, mas Dioniso não se sentiu satisfeito até que ofereceram o vinho.
O deus encheu-se de encanto ao ver a bebida, suas cores, nuances e forma como brilhava ao Sol, ao mesmo tempo em que sentia o aroma frutado que exalava dos jarros à sua frente. Quando a bebida tocou seus lábios, sentiu a maciez do corpo do vinho e percebeu seu sabor único, suave e embriagador.
De tão alegre, Dioniso fez com que todos os presentes brindassem com suas taças, e ao som do brinde pôde ser ouvido por todos os campos daquela região. A parti daí, Dioniso passou a abençoar e a proteger todo aquele que produzisse bebida tão divinal, sendo adorado como deus do vinho e da alegria. O instrumento musical tocado nas Dionísias urbanas era a flauta, era utilizado um verso chamado Ditirambo e o hino era acompanhado de uma dança coral cuja coreografia possuía movimentos ilustrativos. Os participantes usavam máscaras (as personas) que simbolizavam a transformação dramática.
Foi, portanto, nas festas Dionísias Urbanas que surgiram as primeiras manifestações do teatro, por isso Dioniso é também considerado o deus do teatro.

## Epítetos
Dioniso era um deus de muitos nomes. Além da versão romana Baco (Baccus) também era chamado: Dendrites ("aquele das árvores", referente a fertilidade atribuída a ele), Bromios ( "aquele que faz trovejar" ou "aquele que grita alto"), Lesbos Enorches ou apenas Enorches ("nos testículos", em referência ao mito de que Dioniso, após a morte de sua mãe ainda grávida dele, terminou de ser gerado nas coxas de seu pai Zeus, ou seja, próximo aos seus testículos), Eleutherios ( "o libertador", epíteto tanto para Dioniso quanto para Eros).
Nos rituais de iniciação de Dioniso, os futuros bacantes gritavam um mantra invocando todos os nomes de Dioniso : Io! Io! Bromios!, Io! Io! Dendrites!

## Literatura e filosofia moderna
Dioniso permaneceu uma inspiração para artistas, filósofos e escritores na Idade Moderna. Em O Nascimento da Tragédia no Espírito da Música (1872), o filósofo alemão Friedrich Nietzsche propôs que a tensão entre os princípios estéticos apolíneos e dionisíacos foram os pilares do desenvolvimento da tragédia grega. Dioniso representava o que era pleno, irrestrito, caótico e irracional, enquanto Apolo representava o racional e ordenado. Esta oposição ou rivalidade entre Dioniso e Apolo é tida como um "mito moderno", pois tem origem na filosofia de pensadores como Nietzsche e Johann Joachim Winckelmann, e tal rivalidade representacional não é encontrada nas obras clássicas. No entanto, a aceitação e popularidade do tema na cultura ocidental tem sido tão grande, que sua subcorrente influenciou conclusões de literatura clássica.

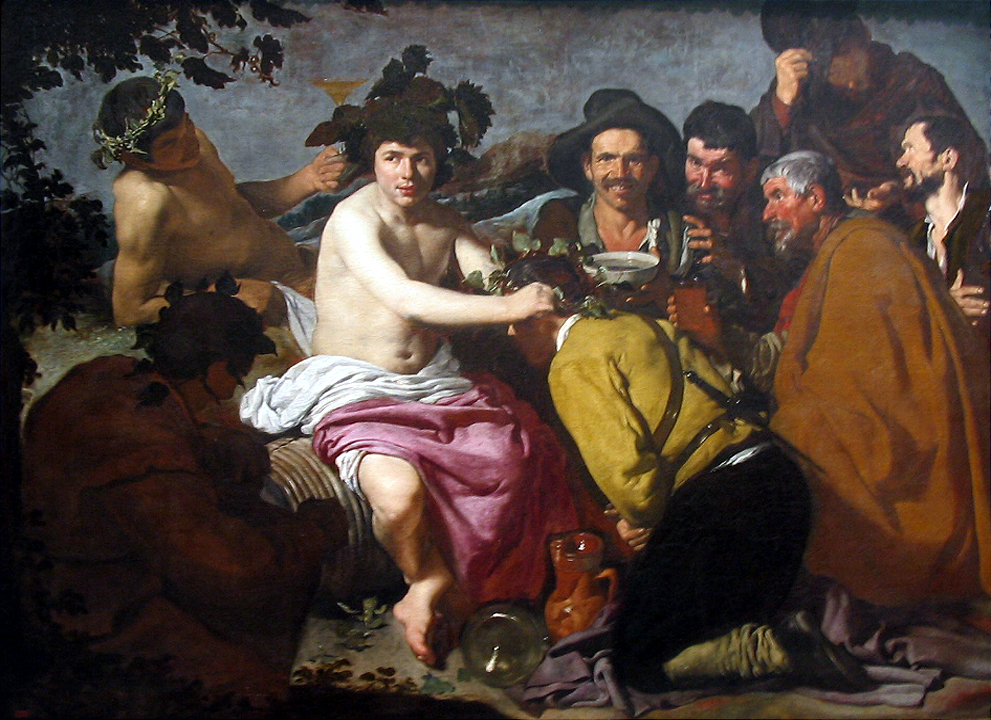
O triunfo de Baco (1628-1629), Diego Velázquez, óleo sobre tela

Nietzsche também propõe que as formas mais antigas de tragédia grega foram inteiramente baseadas no sofrimento de Dioniso. Em Para Além do Bem e do Mal (1886), e posteriormente em Crepúsculo dos Ídolos (1888), O Anticristo (1888) e Ecce Homo (1888), Dioniso é concebido como a personificação irrestrita da vontade de poder.
Em A Religião Helénica do Deus Sofredor (1904), o poeta Vyacheslav Ivanov desenvolve a teoria do dionisismo com base nas origens da literatura e, particularmente, da tragédia, associadas aos antigos mistérios dionisíacos. Ivanov disse que o sofrimento de Dioniso "era a característica distintiva do culto", assim como o sofrimento de Cristo seria a característica fundamental do cristianismo.  O filólogo húngaro Károly Kerényi define Dioniso como representante do conceito psicológico de força vital (em grego:  ζόη; transl.: Zoé). Vários enfoques psicológicos consideram o emotivismo de Dioniso como sua característica principal, dando enfoque à análise da alegria, histeria e terror associados ao deus.